# العلاقات الصومالية الفنزويلية
العلاقات الصومالية الفنزويلية هي العلاقات الثنائية التي تجمع بين الصومال وفنزويلا.

## مقارنة بين البلدين
هذه مقارنة عامة ومرجعية للدولتين:
| وجه المقارنة                                              | الصومال                        | فنزويلا                                  |
| --------------------------------------------------------- | ------------------------------ | ---------------------------------------- |
| المساحة (كم2)                                             | 637.66 ألف                     | 916.45 ألف                               |
| عدد السكان (نسمة)                                         | 14.74 مليون                    | 28.87 مليون                              |
| الكثافة السكانية (ن./كم²)                                 | 23.12                          | 31.5                                     |
| العاصمة                                                   | مقديشو                         | كاراكاس                                  |
| اللغة الرسمية                                             | اللغة الصومالية، اللغة العربية | اللغة الإسبانية، لغة الإشارة الفنزويلية ‏ |
| العملة                                                    | شلن صومالي                     | بوليفار فنزويلي                          |
| الناتج المحلي الإجمالي (بليون دولار)                      | 7.37 مليار                     | 482.36 مليار                             |
| الناتج المحلي الإجمالي (تعادل القوة الشرائية) بليون دولار |                                |                                          |
| الناتج المحلي الإجمالي الاسمي للفرد دولار أمريكي          | 549                            |                                          |
| الناتج المحلي الإجمالي للفرد دولار أمريكي                 |                                |                                          |
| مؤشر التنمية البشرية                                      |                                | 0.762                                    |
| رمز المكالمات الدولي                                      | +252                           | +58                                      |
| رمز الإنترنت                                              | .so                            | .ve                                      |
| المنطقة الزمنية                                           | ت ع م+03:00                    | 00                                       |

## منظمات دولية مشتركة
يشترك البلدان في عضوية مجموعة من المنظمات الدولية، منها:
| علم المنظمة | اسم المنظمة                   | تاريخ انضمام الصومال | تاريخ انضمام فنزويلا |
| ----------- | ----------------------------- | -------------------- | -------------------- |
|             | يونسكو                        | 15 نوفمبر 1960       | 25 نوفمبر 1946       |
|             | الأمم المتحدة                 | 20 سبتمبر 1960       | 15 نوفمبر 1945       |
|             | الاتحاد البريدي العالمي       | ?                    | ?                    |
|             | البنك الدولي للإنشاء والتعمير | 31 أغسطس 1962        | 30 ديسمبر 1946       |
|             | الاتحاد الدولي للاتصالات      | 28 سبتمبر 1962       | 13 أغسطس 1920        |
|             | منظمة حظر الأسلحة الكيميائية  | ?                    | ?                    |
|             | مؤسسة التمويل الدولية         | 31 أغسطس 1962        | 28 ديسمبر 1956       |
|             | منظمة الشرطة الجنائية الدولية | ?                    | ?                    |

## وصلات خارجية
- موقع وزارة الخارجية الصومالية
- موقع وزارة الخارجية الفنزويلية